# Tl'etinqox-t’in
Tl'etinqox-t’in (Anaham), jedna od bandi ili plemena Chilcotin Indijanaca u dolini rijeke Chilcotin, oko 60 milja (100 km) od njenog ušća, u Britanskoj Kolumbiji, Kanada. Populacija im 1901. iznosi 216; 1,384 (2004).

## Rezervati
Danas žive na 19 rezervata: Anahim 3, Anahim 4, Anahim 5, Anahim 6, Anahim 7, Anahim 8, Anahim 9, Anahim 10, Anahim 11, Anahim 12, Anahim 13, Anahim 14, Anahim 15, Anahim 16, Anahim 17, Anahim 18, Anahim's Flat 1, Anahim's Meadow 2 i Anahim's Meadow 2a

## Vanjske poveznice
- Tl'etinqox-t'in Government Office[neaktivna poveznica]